# Mbudya
Mbudya ist eine unbewohnte Insel des ostafrikanischen Staats Tansania, gelegen 11 Kilometer nördlich der Hauptstadt Daressalam, etwa drei Kilometer östlich des Küstenorts Kunduchi und zwei Kilometer nordöstlich der ebenfalls unbewohnte Insel Pangavini.
Das keilförmige, dicht bewaldete Eiland gehört zu den vier Inseln des Nationalparks von Daressalam (DMRS).